# Гимзо
Гимзо (ивр. גמזו‎) — религиозный мошав, расположенный в центральной части Израиля,  между городами Лод и Модиин. Административно относится к региональному совету Хевель Модиин. 

## История
Мошав был основан 28 февраля 1950 года репатриантами из Венгрии. В 1951 году Израильское правительство переселило в мошав несколько групп выходцев из Марокко для увеличения населения мошава. В 1977 году к мошаву присоединилась группа из 12 молодых семей, занимавшихся сельскохозяйственной деятельностью.
В основном мошав состоит из ультра-ортодоксальных и ортодоксальных еврейских жителей, которые соблюдают религиозно-сионистский образ жизни. В мошаве проживает духовный лидер общины, а также всего регионального совета Хевель Модиин раввин Меир Элиав.

## Население
По данным Центрального статистического бюро Израиля, население на начало 2020 года составляло 1 206 человек.